# Czerwone nosy
Czerwone nosy – utwór dramatyczny Petera Barnesa. Premiera miała miejsce w Barbican Theatre w Londynie w 1985. Polska premiera odbyła się 16 kwietnia 1993 w Teatrze Nowym w Poznaniu. Utwór uznano w Wielkiej Brytanii za najlepszą sztukę 1985 roku, a Peterowi Barnesowi przyznano za nią nagrodę imienia Laurence Oliviera.

## Fabuła
Czerwone nosy przedstawiają XIV wieczną Europę zdziesiątkowaną przez „czarną śmierć”. Ojciec Flote, główny bohater sztuki, zbiera grupę przypadkowych kuglarzy (m.in.: jąkała-orator, ślepy żongler, smutny ksiądz, dwóch rzezimieszków i zakonnica), którzy śmiechem mają ulżyć ludziom w ich cierpieniu. Udają się w podróż do Awinionu, gdzie chcą prosić papieża o wsparcie ich w misji przeprowadzenia śmiechoterapii.

## Przekłady
Polskiego przekładu Czerwonych nosów dokonał Stanisław Barańczak na zamówienie Teatru Nowego w Poznaniu.